# 辛瑟峰

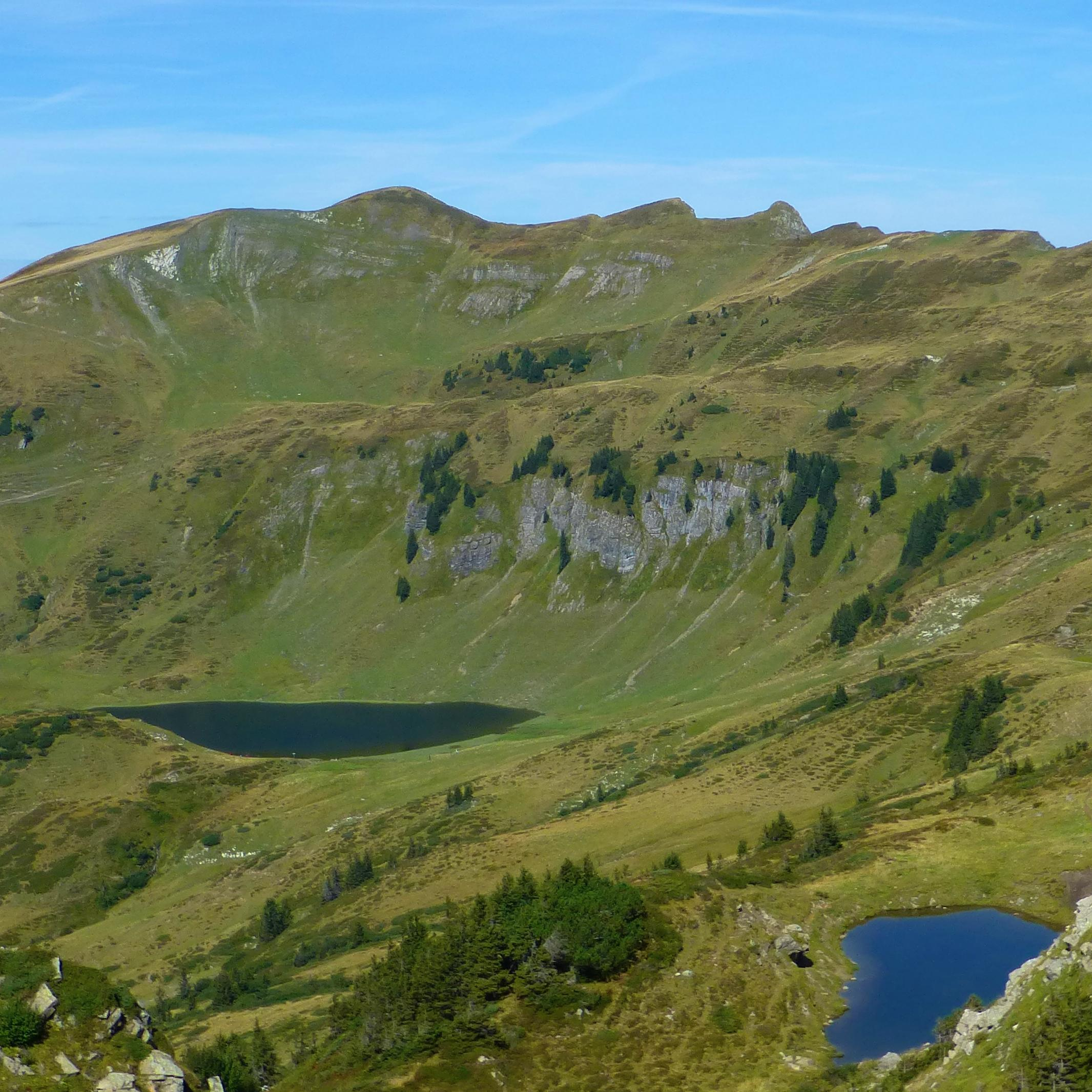

47°18′12″N 9°50′5″E / 47.30333°N 9.83472°E
辛瑟峰（德語：Sünser Spitze），是奧地利的山峰，位於該國西部，由福拉爾貝格州負責管轄，屬於布雷根茨森林山脈的一部分，海拔高度2,061米，每年平均降雨量1,852毫米。